# Sprague (Nebraska)
Sprague – wieś w Stanach Zjednoczonych, w stanie Nebraska, w hrabstwie Lancaster.